# Сонячно-протонний шторм

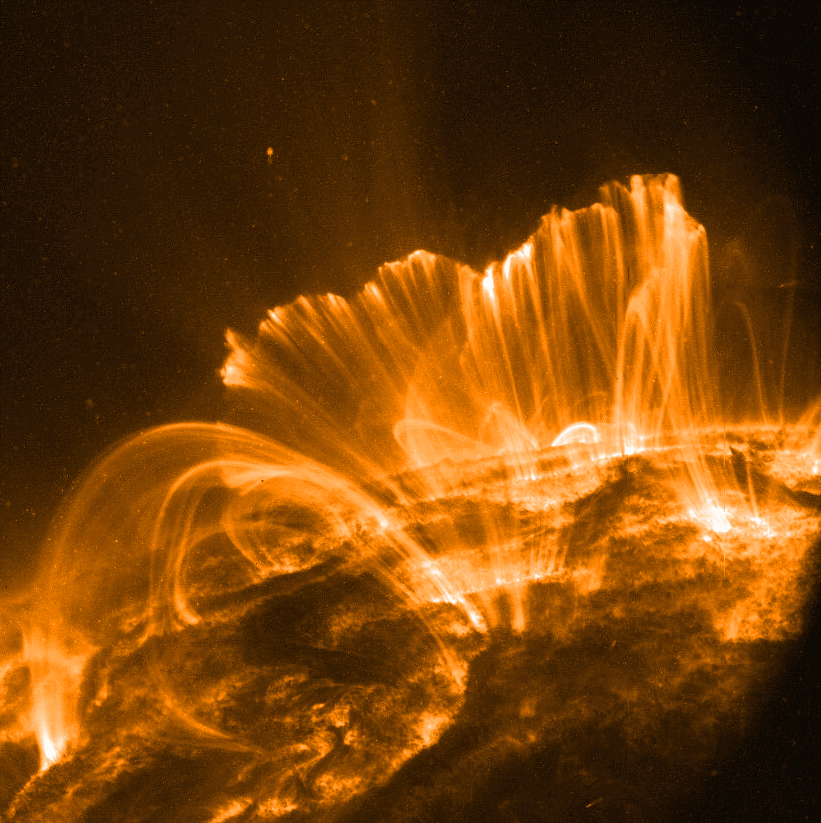
Постерупційні петлі після сонячного спалаху, знімок, зроблений супутником TRACE (фото NASA)

Прото́нний шторм (англ. Solar particle event, SPE) — потенційно небезпечний прояв Сонячної активності, зумовлений потоками протонів та іонів, які внаслідок сонячного спалаху або коронального викиду маси отримали значні енергії й швидкості. Це явище також має назву космічних радіаційних штормів.
Досягаючи Землі, протонні шторми залежно від їхньої інтенсивності призводять до порушень короткохвильового зв'язку і до неполадок у роботі електрообладнання, викликають іонізацію верхніх шарів земної атмосфери й утворення в ній радіоактивних ізотопів (C-14, Be-10 та ін.). Це є однією з причин появи полярних сяйв.

## Інтернет-ресурси
- Solar Particle Events Affecting the Earth Environment 1976 — present
- SWPC alert descriptions
- Carrington Super Flare, NASA Science News, May 6, 2008